# Enrico Olivetti
Enrico Olivetti (... – Milano, 3 dicembre 1965) è stato un imprenditore e dirigente sportivo italiano.
Fu il nono presidente dell'Inter, in carica dal 1923 al 1926.

## Biografia
Ricoprì la carica di Presidente della Lega Nord della F.I.G.C.; la carica cessò nel giugno del 1926 quando tutto il consiglio direttivo della Lega Nord rassegnò le dimissioni nelle mani del presidente del CONI Lando Ferretti, a seguito dello sciopero arbitrale che sconvolse il girone di ritorno del campionato 1925-1926.
Olivetti gestiva non solo la parte più importante della federazione, ma soprattutto quella che in assemblea federale aveva il maggior numero di voti, in conseguenza del maggior numero di società affiliate.
Fu l'inizio della crisi della FIGC che portò Lando Ferretti a nominare la triade di "saggi" che, con la Carta di Viareggio, riscrisse tutti gli ordinamenti federali e diede il la alla nascita di Serie A e Serie B.